# Helgaud
Helgaud de Fleury ou plus simplement Helgaud ou encore Helgaldus (mort le 27 ou le 28 août 1048), est un moine et chroniqueur de l'abbaye de Fleury. Il est célèbre pour avoir écrit la vie du roi Robert le Pieux vers 1033. On ne sait pas grand-chose d'autre sur sa vie, si ce n'est qu'il était chapelain du roi de France.

## Biographie
Né à une date et à un lieu inconnu, il est d'abord oblat, puis moine à l'abbaye de Fleury, ses maîtres sont successivement Abbon de Fleury et Gauzlin. Il est d'abord gardien des reliques de saint Benoît, puis il est chargé de bâtir à proximité de l'abbaye une église en l'honneur de saint Denis et une autre en l'honneur de sainte Scholastique. Helgaud est avant tout connu pour son récit contant la vie du roi Robert (Vita Roberti), écrit peu de temps après sa mort (v. 1033). Loin de toute biographie objective, c'est un véritable panégyrique en l'honneur du souverain, décrit comme un saint, et de qui il fut le protégé pendant de nombreuses années. Le seul manuscrit de ce texte se trouve à la bibliothèque du Vatican ; l'Epitoma se trouve dans la Patrologie latine, tome 141, ainsi que dans le Recueil des historiens des Gaules de Martin Bouquet, tome 10 (Paris, 1760). Mort en 1048, Helgaud est décrit comme moine et prêtre, mais son ordination reste obscure.

## Sources
- Hamilton, Sarah. « A new model for royal penance? Helgaud of Fleury's Life of Robert the Pious. » Early Medieval Europe 6.2 (1997): 189-200.
- (en) « Helgaud », dans Encyclopædia Britannica [détail de l’édition], 1911 (lire sur Wikisource).